# کهن‌خویش‌نماها
کهن‌خویش‌نماها (نام علمی: Pseudalethe) نام یک سرده از تیره مگس‌گیران است.